# 工作改善
工作改善是人力資源管理及作業管理的一項重要分析方式，主要是先深入了解人員職責或作業流程，將每一個工作步驟及程序進行切割，並記錄每一段工作的性質、所需使用的輔助工具、作業動作、花費時間及相關成本，再對各個項目分析有無存在的必要，順序應否重組，有無改善的新方式，甚至檢討空間配置的安排及規劃，經由對工作細項分析，並進行後續的工作改善，重新設計出最適化的工作排程，提高員工績效及工作滿意度，以達成企業管理的各項目標。